# Sir John in Love
Sir John in Love és una òpera en quatre actes del compositor Ralph Vaughan Williams. El llibret, del mateix compositor, es basa en l'obra de Shakespeare Les alegres comares de Windsor i complementada amb textos de Philip Sidney, Thomas Middleton, Ben Jonson, i Beaumont i Fletcher. La música desplega tonades del folklore anglès, incloent-hi Greensleeves. Al principi titulada The Fat Knight (El Cavaller Gras), l'òpera es va estrenar al Parry Opera Theatre, Royal College of Music de Londres, el 21 de març de 1929. La seva primera actuació professional fou el 9 d'abril de 1946 al Sadler's Wells Theatre.

## Representacions
Les representacions de l'òpera han sigut rares, incloses les produccions de 1978 i de 1988 fetes per la Bronx Opera (Nova York) i una de 1997 del Barbican en una versió en concert. Després de 1958, l'òpera va quedar oblidada al Regne Unit fins a la producció de 2006 de l'Òpera Nacional anglesa (ENO), en la seva primera producció de l'obra. L'agost de 2010, l'Australian Shakespeare Festival, en una iniciativa de la Universitat de Tasmània, va fer una presentació en concert de l'òpera dirigida per Myer Fredman. El Conservatori Reial d'Escòcia va fer quatre actuacions de l'obra el maig de 2015. El gener de 2017, la Bronx Opera va produir l'òpera en el seu 50è aniversari.

## Personatges
| Rol                         | Tipus de veu    | Repartiment estrena (aficionats) 21 març 1929 (Director: Malcolm Sargent) | Repartiment estrena (professional) 9 abril 1946 (Director: Lawrance Collingwood) |
| --------------------------- | --------------- | ------------------------------------------------------------------------- | -------------------------------------------------------------------------------- |
| Sir John Falstaff           | baríton         | Leyland Blanc                                                             | Roderick Jones                                                                   |
| Anne Page                   | soprano         | Oliva Evers                                                               | Vera Terry                                                                       |
| Mistress Page               | soprano         | Maig Moore                                                                | Anna Pollak                                                                      |
| Mistress Ford               | soprano         | Veronica Mansfield                                                        | Minnia Bower                                                                     |
| Mistress Quickly            | contralto       | Hilda Rickard                                                             | Valetta Iacopi                                                                   |
| Fenton                      | tenor           | Un. Bamfield Cooper                                                       | Ronald Turó                                                                      |
| Doctor Caius                | tenor           | Douglas Tichener                                                          | Eric Xíling                                                                      |
| Frank Ford                  | baix            | Clifford Blanc                                                            | Howell Glynne                                                                    |
| Robert Shallow              | tenor o baríton | Alfred Walmsley                                                           |                                                                                  |
| Sir Hugh Evans              | baríton         | Albert Kennedy                                                            |                                                                                  |
| Master Slender              | tenor           | Philip Ward                                                               |                                                                                  |
| Simple                      | tenor o baríton | William Herbert                                                           |                                                                                  |
| Master George Page          | baríton         | Thomas Ball                                                               |                                                                                  |
| Bardolph                    | tenor           | Howard Hemming                                                            |                                                                                  |
| Corporal Nym                | Baríton         | Charles Holmes                                                            |                                                                                  |
| Ancient Pistol              | Baix            | George Hancock                                                            |                                                                                  |
| Rugby                       | Baix            | Frederick Lloyd                                                           |                                                                                  |
| L'Amfitrió del 'Garter Inn' | Baríton         | John Greenwood                                                            |                                                                                  |
| Robin                       | Que canta no    | James Flack                                                               |                                                                                  |
| John                        | Baríton         | John Huson                                                                |                                                                                  |
| Robert                      | Baríton         | John Gibson                                                               |                                                                                  |